# Асін
Асін (ісп. Asín) — муніципалітет в Іспанії, у складі автономної спільноти Арагон, у провінції Сарагоса. Населення — 104 особи (2010).
Муніципалітет розташований на відстані близько 300 км на північний схід від Мадрида, 70 км на північ від Сарагоси.

## Демографія
Динаміка населення (INE ):